# Hargosari (Tirtomoyo)
Hargosari is een bestuurslaag in het regentschap Wonogiri van de provincie Midden-Java, Indonesië. Hargosari telt 4612 inwoners (volkstelling 2010).